# Southeast Financial Center
Il Southeast Financial Center è un grattacielo alto 233 m situato a Miami, in Florida, Stati Uniti.

## Descrizione
In precedenza era noto come Southeast Financial Center (1984–1992), First Union Financial Center (1992–2003) e Wachovia Financial Center (2003-2011). Nel 2011, ha ripreso il suo vecchio nome di Southeast Financial Center quando Wachovia si trasferì nella sua nuova sede, il Wells Fargo Center.
Quando fu completato nell'agosto 1983, era l'edificio più alto a sud di New York City e ad est del fiume Mississippi, superando il Westin Peachtree Plaza Hotel. Rimase l'edificio più alto negli Stati Uniti sudorientali fino al 1987, quando fu superato dal One Atlantic Center di Atlanta e il più alto in Florida fino al 1 ottobre 2003, quando fu superato dal Four Seasons Hotel and Tower. Rimane l'edificio per uffici più alto della Florida e il terzo edificio più alto di Miami.